# Gens Baebia

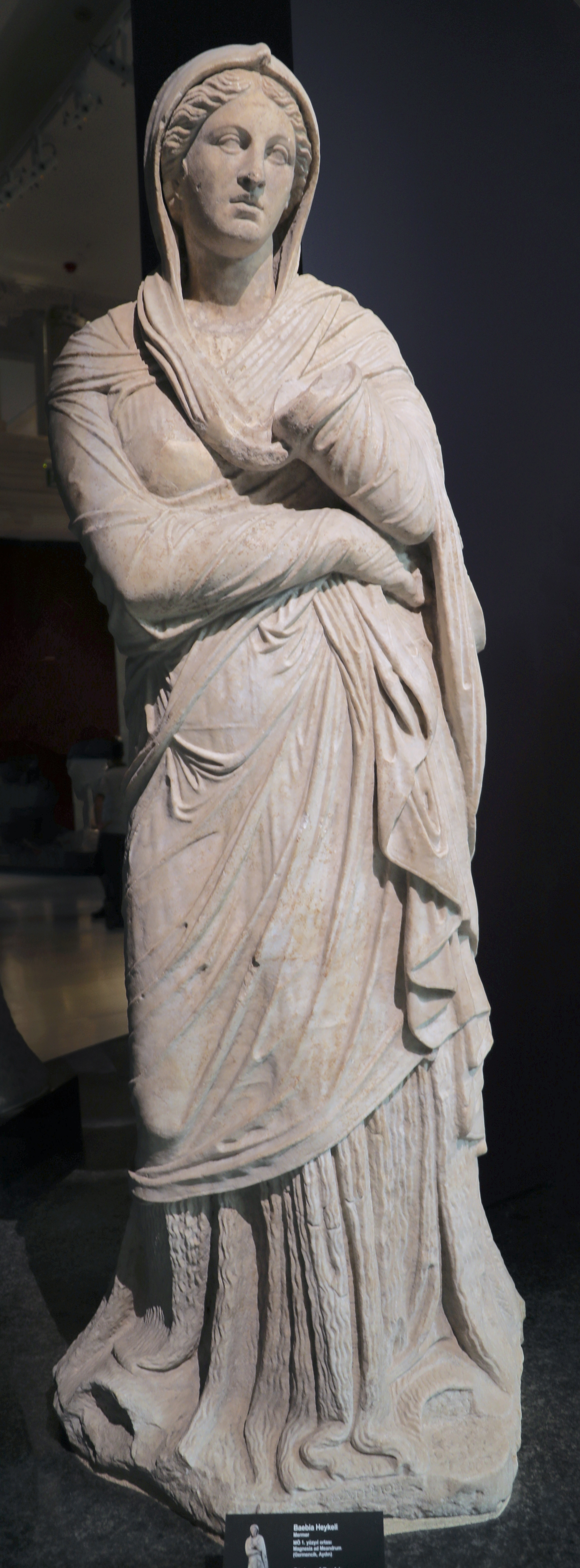
Statua di donna romana ignota appartenente alla Gens Baebia. Dal tempio di Atena a Magnesia, circa 50 a.C. Esposta al Museo archeologico di Istanbul in Turchia

La gens Baebia era una gens plebea romana. Il primo membro della gens che ottenne il consolato fu Gneo Bebio Tamfilo, nel 182 a.C.. Durante l'ultimo periodo della Repubblica romana, i Baebi furono spesso associati con la famiglia patrizia degli Emilii.

## Itria nominausati dalla gens
I praenomina utilizzati dalla gens erano Quintus, Gnaeus, Marcus, Lucius, Gaius e Aulus.
Il cognomen più usato della famiglia è Tamphilus, ma sono attestati anche Herennius, Dives e Sulca.

## Membri della gens

### Baebii Tamphili

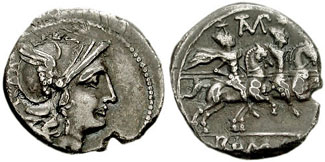
Denarius 1 ARM. Baebius Q. f. Tampilus (137 a.C.)

- Quinto Bebio Tamfilo: mandato come ambasciatore ad Annibale a Saguntum nel 219 a.C., e poi a Cartagine;
- Gneo Bebio Q. f. Cn. n. Tamfilo: primo della Gens a raggiungere il consolato nel 182 a.C., pretore nel 199 a.C., fu sconfitto dagli Insubri in Gallia Cisalpina. Fu rimpiazzato dal console Lucio Cornelio Lentulo, che lo mandò a Roma. Durante il suo consolato combatté i Liguri;[1]
- Marco Bebio Q. f. Cn. n. Tamfilo: console nel 181 a.C., promotore della lex Baebia';
- Gneo Bebio (Cn. f. Q. n.) Tamfilo: praetor urbanus nel 168 a.C., e legato in Illiria l'anno successivo;
- Marco Bebio Q. f. Tamfilo: triumvir monetalis nel 137 a.C..;
- (Marco) Bebio (Tamfilo): tribuno della plebe nel 103 a.C.. Cercò di porre il veto sulla lex Appuleia agraria del suo collega Saturnino, che prevedeva l'assegnazione di 100 iugeri di terreno in Africa a ciascun veterano di Mario; la folla inferocita lo cacciò via dal foro con violenza. Potrebbe essere lo stesso Bebio messo a morte da Mario nell'87 a.C.;
- Gaio Bebio Tamfilo: appare in una moneta di datazione incerta;

### Altri Baebii della Repubblica
- Quinto Bebio Erennio: tribuno della plebe nel 217 a.C., era parente acquisito di Gaio Terenzio Varrone e supportò molto la sua candidatura a console contro l'élite senatoria che osteggiava Varrone per le sue umili origini, secondo Livio, si opponeva alla nuova élite di nobiles patrizi e plebei, che alterava l'equilibrio sociale dell'epoca;[2]
- Lucio Bebio: ambasciatore mandato da Scipione l'Africano a Cartagine nel 202 a.C., in seguito Scipione lo lasciò in comando dell'accampamento;[3]
- Quinto Bebio: tribuno della plebe nel 200 a.C., si oppose alla proposta di dichiarare guerra a Filippo V di Macedonia e disprezzò il Senato in quanto guerrafondaio, potrebbe essere il fratello maggiore dei due consoli.[4][5]
- Lucio Bebio Divite: pretore nel 189 a.C., ottenne la propretura della Spagna Ulteriore, ma fu ucciso dai Liguri durante il viaggio:[6]
- Marco Bebio: uno dei tre commissari mandati in Macedonia nel 186 a.C. per esaminare le accuse dei Maroniti e di altri contro Filippo;
- Quinto Bebio Sulca: uno degli ambasciatori mandati a Tolomeo VI Filometore in Egitto nel 173 a.C.;
- Lucio Bebio: uno dei tre commissari mandati in Macedonia nel 168 a.C. per controllarvi la situazione, prima che Lucio Emilio Paolo Macedonico attaccasse il paese;
- Aulo Bebio: un prefetto sotto il comando di Emilio Macedonico nel 167 a.C., fu lasciato di presidio a Demetriade, ma si intromise nelle lotte politiche dell'Etolia, facendo uso dei soldati romani per circondare un incontro del senato etolico e lasciò che i soldati etolici massacrassero cinquecentocinquanta partecipanti, a cui seguirono proscrizioni e condanne all'esilio. Emilio Paolo potrebbe essere stato complice, in quanto riceveva lamentele con circospezione, non prese azione contro i capi etolici e si limitò a blandire Bebio per aver lasciato che i soldati romani prendessero parte, ma in seguito Bebio fu condannato a Roma;[4][7]
- Gaio Bebio: tribuno della plebe nel 111 a.C., fu corrotto da Giugurta per annullare le investigazioni di Gaio Memmio sulla corruzione dei magistrati con il re numida;[8]
- Gaio Bebio: scelto come successore nel comando della Guerra sociale da Lucio Giulio Cesare;
- Marco Bebio: condannato a morte da Mario e Cinna quando entrarono a Roma nell'87 a.C., gli furono strappate le membra dalle mani dei suoi nemici;
- Marco Bebio; un uomo coraggioso, ucciso sotto ordine di Calpurnio Pisone in Macedonia, nel 57 a.C.;
- Aulo Bebio: un equite di Asta, in Spagna, fuggì dall'esercito di Pompeonelle battaglie in Spagna e si unì a Cesare, nel 45 a.C.;[9]
- Bebio: un senatore che servì Publio Vatinio in Illiria, alla morte di Cesare, nel 44 a.C., gli Illiri si ribellarono a Vatinio e presero cinque coorti comandate da Bebio;
- Gaio Bebio: tribuno militare nel 31 a.C.;